# Vestalis lugens
Vestalis lugens là loài chuồn chuồn trong họ Calopterygidae. Loài này được Albarda in Selys mô tả khoa học đầu tiên năm 1879.